# ديلان تومبيديس
ديلان تومبيديس (بالإنجليزية: Dylan James Tombides)‏ ، لاعب كرة قدم أسترالي وهو من أصل يوناني، من مواليد 8 مارس سنة 1994م، وتوفي بتاريخ 18 أبريل 2014م بالعاصمة البريطانية لندن، وهو أصيب بمرض السرطان.

## جدول مشاركاته في حياته الرياضية
آخر تحديث 23 فبراير 2014.
| النادي          | الموسم  | الدوري | الدوري | كأس الاتحاد الإنجليزي | كأس الاتحاد الإنجليزي | كأس الدوري | كأس الدوري | أخرى | أخرى  | المجموع | المجموع |
| النادي          | الموسم  | ظهور   | أهداف  | ظهور                  | أهداف                 | ظهور       | أهداف      | ظهور | أهداف | ظهور    | أهداف   |
| --------------- | ------- | ------ | ------ | --------------------- | --------------------- | ---------- | ---------- | ---- | ----- | ------- | ------- |
| وست هام يونايتد | 2012–13 | 0      | 0      | 0                     | 0                     | 1          | 0          | 0    | 0     | 1       | 0       |
| وست هام يونايتد | 2013–14 | 0      | 0      | 0                     | 0                     | 0          | 0          | 0    | 0     | 0       | 0       |
| المجموع         | المجموع | 0      | 0      | 0                     | 0                     | 1          | 0          | 0    | 0     | 1       | 0       |

## مصدر
1. ↑  "Premier League Clubs submit Squad Lists" (PDF). Premier League. 26 سبتمبر 2012. مؤرشف من الأصل (PDF) في 2016-01-12.

## روابط خارجية
- ديلان تومبيديس على موقع قاعدة بيانات كرة القدم.إي يو (الإنجليزية)
- ديلان تومبيديس على موقع Soccerbase.com (لاعب) (الإنجليزية)
- ديلان تومبيديس على موقع عالم كرة القدم.نت (الإنجليزية)
- ديلان تومبيديس على موقع AS.com (الإسبانية)